# Roberto Albores Gleason
Roberto Armando Albores Gleason (Ciudad de México, 16 de febrero de 1979) es un político mexicano, militante del Partido Revolucionario Institucional. Es senador de la República por el estado de Chiapas en la LXII Legislatura del Congreso de la Unión. Ha sido diputado federal en la LXI legislatura, secretario de Fomento Económico y secretario de Turismo en el gobierno de Chiapas.

## Primeros años
Roberto Armando Albores Gleason nació el 16 de febrero de 1979 en el estado de Chiapas. Estudió la licenciatura en Economía y Ciencia Política en el Instituto Tecnológico Autónomo de México (ITAM) de 1998 a 2003, y un diplomado en Desarrollo Económico por la London School of Economics (LSE) en 2002.

## Trayectoria política
En 1996 se integró a la Confederación Nacional de Organizaciones Populares (CNOP) y al Frente Juvenil Revolucionario, ambas organizaciones afiliadas al Partido Revolucionario Institucional (PRI). Fue suplente de diputado federal para el PRI en la LIX legislatura, de 2003 a 2006 y suplente de senador de la república en la LX legislatura, de 2006 a 2009.
Durante la gubernatura de Juan Sabines Guerrero en el Estado de Chiapas fue secretario de Fomento Económico de 2006 a 2007 y secretario de Turismo y Proyectos Estratégicos de 2007 a 2008.

### Diputado federal
Fue diputado federal de la LXI legislatura, para el periodo de 2009 a 2012. Fue integrante de las comisiones de Radio, Televisión y Cinematografía, de la de Presupuesto y Cuenta Pública, y de la comisión especial para la frontera sur.

### Senador de la república
Albores Gleason tomó protesta como senador el 29 de agosto de 2012, para la LXII y la LXIII legislatura del Congreso de la Unión, de 2012 a 2018. Fue presidente de la comisión de la Medalla Belisario Domínguez e integrante de las comisiones de Relaciones Exteriores, de Turismo y de Juventud y Deporte.
En abril de 2017 al presentar su informe de actividades en el Estadio Víctor Manuel Reina de Tuxtla Gutiérrez los reporteros Nehemías Jiménez y José David Morales Gómez evidenciaron que las mujeres que asistieron al evento fueron obligadas a acudir ante la amenaza de ser expulsadas del programa prospera de Sedesol que el mismo Gobierno proporciona. Como evento de carácter proselitista como aspirante a la Gubernatura por el PRI en el 2018.
Después de que la Sedesol turnó la investigación del acarreo de beneficiarias del programa Prospera a la Secretaría de la Función Pública, y otra investigación por parte de la FEPADE, Roberto Albores suspendió sus actividades proselitistas en varios municipios de Chiapas sin dar ninguna explicación ni argumento de su "Gira Nacional".

### Candidato a Gobernador
Fue candidato a la gubernatura del estado de Chiapas en el año 2018 por el Partido Revolucionario Institucional perdiendo la elección ante el candidato del partido MORENA Rutilio Escandón Cadenas.